# Bono Velantie
Bono Velantie (Drietabbetje, 3 augustus 1945) is een Surinaams marronleider. Hij is sinds 2015 granman van de Aukaners.

## Biografie
Velantie werd in 1945 geboren op Drietabbetje, een groep van drie eilanden in de Tapanahonirivier. In 2015 werd hij ceremonieel beëdigd als granman van de Aukaners. Velantie is de opvolger van Gazon Matodja die in december 2011 overleed. Zoals gebruikelijk is, had Matodja Velantie nog tijdens zijn leven aangewezen als diens opvolger. Zijn beëdiging werd bijgewoond door hoogwaardigheidsbekleders uit de regering en gasten uit het buitenland. Begin 2016 kwam zanger Kenny B op audiëntie op Drietabbetje, waarbij Kenny B de schenking van een officieel gewaad beantwoordde met de schenking van zijn laatste gouden album aan Velantie. Een maand later werd Velanties granmanschap door president Desi Bouterse bekrachtigd in de Congreshal in Paramaribo.
In juni 2015 tijdens de eerste krutu (dorpshoofdenvergadering) sinds zijn aantreden, beslechtte Velantie een vete die er heerste tussen de lo's Dikan en Bee over een goudconcessie in de buurt van het dorp Malobi. Velantie besliste dat beide dorpen activiteiten mogen ontwikkelen in het gebied. Met hulp van districtscommissaris Margaretha Malontie zorgde hij ook dat daar een eind kwam aan illegale gouddelverei door Brazilianen en Chinezen.
Tijdens een bezoek van oppositieleider Chan Santokhi in 2017, kreeg diens partij VHP van Velantie voor het eerst sinds veertig jaar toestemming om in Aukaans gebied te opereren. In oktober 2018 werd Santokhi door Velantie uitgenodigd om de Liba Krutu bij te wonen. De regering, met een geplande delegatie onder leiding van Ashwin Adhin, zei het bezoek kort van tevoren af, omdat de marrons tegen haar zin Albert Aboikoni hadden afgewezen als granman van de Saramaccaners. Tijdens de Libia Krutu werd een vlag met een kofu (vuist) onthuld als gemeenschappelijk symbool van de marrons van Suriname. Ook benoemde Velantie tijdens deze krutu een groot aantal kapiteins en basja's.
Tijdens de corona-uitbraak in Suriname drong Velantie er bij de Aukaners op aan om het virus doodserieus te nemen. Hij stelde allerlei maatregelen in, inclusief het afzien van traditionele rituelen tijdens begrafenissen. Ook was hij een groot voorstander van de strengere grensbewaking die de regering ruim een maand later instelde. Na de uitbraak eind juni 2020 in Antonio do Brinco, waar vooral garimpeiro's wonen, gaf Velantie het bevel aan zijn onderdanen om hun dorpen niet te verlaten, om de Medische Zending ruimte te geven haar werk te doen.
Trio/Wayana (lijst) · 
Aluku (lijst) · 
Aukaners (lijst) · 
Kwinti (lijst) · 
Matawai (lijst) · 
Paramaccaners (lijst) · 
Saramaccaners (lijst)
politiek in Suriname · granman · kapitein · basja